# Барабаші
Барабаші́ (від пол. Barabasz — Варавва) — козацький рід з Черкащини.
- Барабаш Черкащанин (? — ?) зафіксований в реєстрі 1581 року.
- Богуш Барабаш (? — ?) сотник Черкаського полку, зафіксований в реєстрі 1638 року.
- Іван Барабаш (? — 1648) посол козаків до Варшави 1646 року, убитий реєстровцями 1648 року.
- Михайло Барабаш (? — ?) один зі старшини Черкаського полку, зафіксований в реєстрі 1649 року.
- Яків Барабаш (? — 1658) кошовий Запорозької Січі.